# Pasirjengkol
Pasirjengkol is een bestuurslaag in het regentschap Karawang van de provincie West-Java, Indonesië. Pasirjengkol telt 6733 inwoners (volkstelling 2010).